# Tripoli
Tripoli là thành phố lớn nhất và là thủ đô của Libya. Thành phố cũng được biết đến với tên gọi Tây Tripoli hay Tripoli Tây (tiếng Ả Rập: طرابلس الغرب Ṭarābulus al Gharb), để phân biệt với Tripoli, Liban. Thành phố đôi khi được ví như nàng tiên cá bên bờ Địa Trung Hải hay Người phụ nữ của Biển cả (tiếng Ả Rập: عروسة البحر), để mô tả màu nước biển ngọc lam và các tòa nhà sơn màu trắng của nơi đây.
Tripoli /ˈtrɪpɵli/ là một tên gọi theo tiếng Hy Lạp có nghĩa là "Ba Thành phố". Tên gọi này được đọc trong tiếng Ả Rập: طرابلس Ṭarābulus phát âmⓘ, tiếng Ả Rập Libya: Ṭrābləs phát âmⓘ, tiếng Berber: Ṭrables, từ tiếng Hy Lạp cổ: Τρίπολις Trípolis "Ba Thành phố").
Vùng đô thị Tripoli (khu vực quận) có tổng dân số là 1.065.405 theo điều tra vào năm 2006. Thành phố nằm ở phía tây bắc của đất nước và có địa thế tại rìa sa mạc, trên một điểm đất đá nhô ra Địa Trung Hải và tạo thành một vịnh biển. Thành phố có hải cảng chính đồng thời là trung tâm thương mại và công nghiệp tại Libya. Đây cũng là nơi tọa lạc Đại học Al-Fateh.
Tripoli được người Phoenicia thành lập vào thế kỷ 7 TCN, họ đã đặt tên cho thành phố là Oea. Với lịch sử lâu dài của mình, thành phố có nhiều địa điểm khảo cổ có tính quan trọng.
Tripoli có khí hậu đặc trưng của vùng Địa Trung Hải, với thời tiết nóng và một mùa hè khô, còn mùa đông có một lượng mưa khá khiêm tốn.

## Lịch sử
Thành phố được thành lập vào thế kỷ 7 TCN bởi người Phoenicia, họ đã đặt cho thành phố một cái tên Libyco-Berber là Oea (hay Wy't), thành phố có thể đã được xây dựng trên nền của một đô thị bản địa. Những người Phoenicia có phần chắc đã bị thu hút tới địa điểm thành phố hiện nay vì nơi này có lợi thế là có cảng tự nhiên, bên sườn tây là một bán đảo nhỏ và thuận lợi cho việc phòng thủ, và vì vậy họ đã thiết lập thuộc địa của mình. Thành phố sau đó rơi vào tay những người thống trị Cyrenaica (một thuộc địa của người Hy Lạp ở bờ biển Bắc Phi, phía đông Tripoli, trên nửa đường tới Ai Cập). Thành phố tiếp tục bị người Carthage giành lấy từ tay người Hy Lạp.
Đến nửa sau của thế kỷ thứ 2 TCN, Tripoli ngày nay thuộc về La Mã cổ, thành phố nằm trong tỉnh Africa, và được đặt tên là Regio Syrtica. Khoảng đầu thế kỷ 3 SCN, nơi đây đã được gọi với tên Regio Tripolitana, có nghĩa là "khu vực của ba thành phố", cụ thể là Oea (tức là Tripoli hiện đại), Sabratha và Leptis Magna. Tripoli có thể đã được nâng lên cấp bậc một tỉnh riêng biệt dưới thời Septimius Severus, một người gốc Leptis Magna.

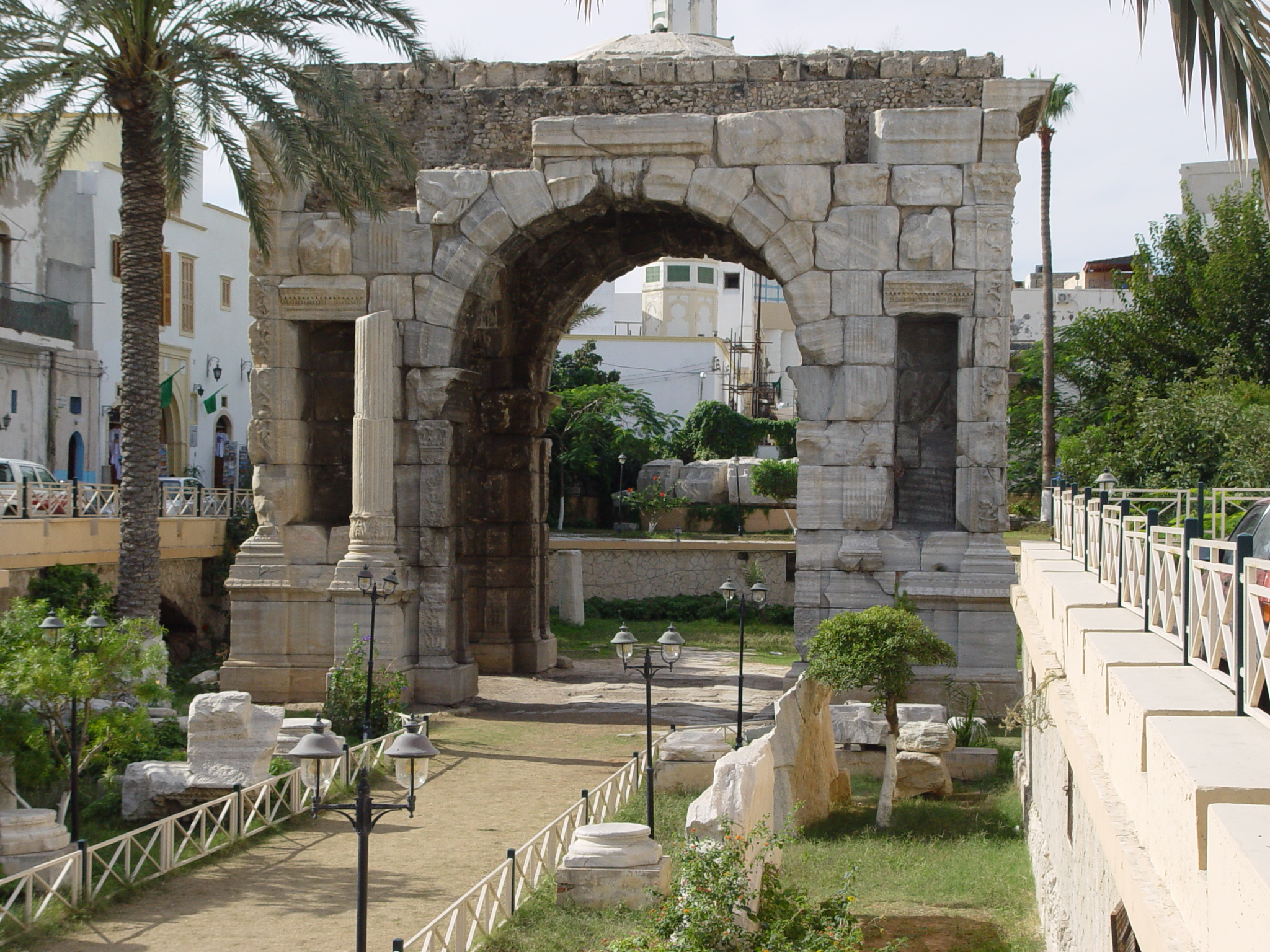
Khung vòm La Mã dưới thời Marcus Aurelius

Mặc dù cư dân La Mã cư trú tại Tripoli ngày nay trong nhiều thế kỷ, hiện chỉ có một phế tích La Mã còn sót lại, ngoài một số cột và đầu cột (thường được tích hợp trong các tòa nhà sau này), là Khung vòm của Marcus Aurelius từ thế kỷ thứ 2. Thực tế Tripoli đã liên tục có người ở, không giống như Sabratha hay Leptis Magna, có nghĩa là người dân có thể đã lấy vật liệu bằng đá từ các tòa nhà cũ (phá hủy chúng trong quá trình này), hoặc đã xây các công trình mới lên trên chúng, chôn vùi các công trình cổ bên dưới các đường phố, nơi phần lớn trong số chúng vẫn chưa được khai quật.
Có bằng chứng cho thấy rằng khu vực Tripolitania là trong một số những nơi suy giảm về kinh tế trong thế kỷ thứ 5 và thứ 6, một phần do tình trạng bất ổn chính trị lan rộng trên toàn thế giới Địa Trung Hải cùng sự sụp đổ của đế chế La Mã, cũng như áp lực từ các cuộc xâm lược của người Vandal.
Theo al-Baladhuri, Tripoli, không giống như những nới khác tại Tây Bắc châu Phi, bị người Hồi giáo chinh phục từ rất sớm sau khi thành phố Alexandria tại Ai Cập thất thủ vào năm 22 theo lịch Hijra, khoảng giữa 30 tháng 11, 642 và 18 tháng 11, 643. Sau cuộc chinh phục, Tripoli bị cai trị bởi các triều đại đóng đô tại Cairo, Ai Cập (đầu tiên là Fatimids, và sau đó là Mamluks). Có những lúc thành phố đã trở thành một phần của Đế chế Almohad và Hafsid của người Berber. Tripoli cũng từng là một phần của Đế chế Ottoman từ thế kỷ 16 đến 19.

### Thế kỷ 16–19
Năm 1510, thành phố rơi vào tay của Quý tộc Pedro Navarro, Bá tước của Oliveto của Tây Ban Nha, và năm 1523, thành phố đã được giao cho các hiệp sĩ của Thánh Gioan, những người này sau đó đã bị những người Thổ Ottoman trục xuất khỏi thành trì của mình trên hòn đảo Rhodes. Phát hiện ra mình đang ở trên một lãnh thổ rất thù địch, các Hiệp sĩ đã củng cố các bức tường của thành phố và các công trình phòng thủ khác. Mặc dù được xây dựng trên nền của một số tòa nhà cũ (có thể bao gồm cả một bồn tắm công cộng La Mã), nhiều công trình phòng thủ đầu tiên của lâu đài Tripoli (hoặc "Assaraya al-Hamra", tức là "Thành Đỏ") được cho là do các Hiệp sĩ Thánh Gioan xây cất.

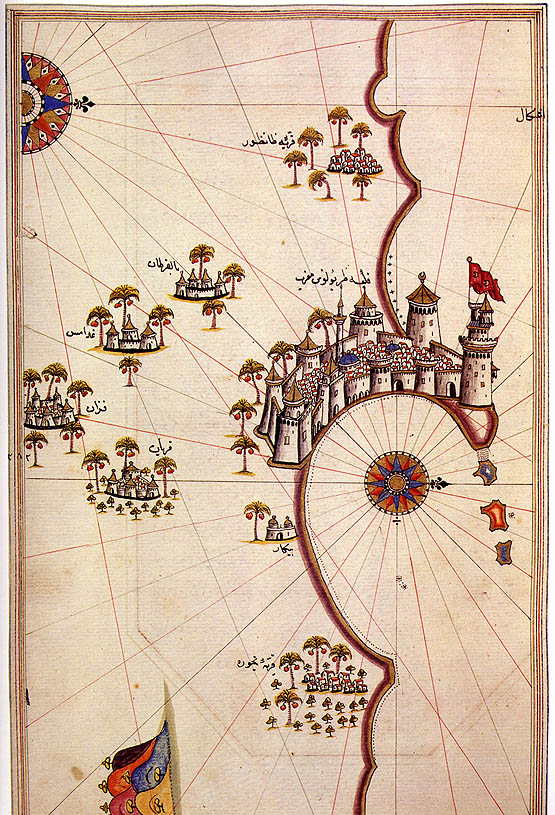
Bản đồ Tripoli cổ (Piri Reis vẽ)

Cuộc chiến với hải tặc đã diễn ra từ trước tại căn cứ của chúng trên đảo Rhodes, lý do mà các Hiệp sĩ được cử đến và gánh vác nhiệm vụ quản lý thành phố là để ngăn cản sự tái xuất hiện của các hải tặc Barbary, những kẻ đã hoạt động từ trước thời kỳ chiếm đóng của Tây Ban Nha. Sự gián đoạn hoạt động của những tên cướp biển trên các tuyến đường vận chuyển của Kitô giáo trong Địa Trung Hải được cho là kết quả của việc Tây Ban Nha chinh phục thành phố.
Các hiệp sĩ tiếp tục giữ thành phố với một số rắc rối cho đến năm 1551, khi họ buộc phải đầu hàng Ottoman, dẫn đầu bởi một người Thổ Hồi giáo tên là Turgut Reis. Turgut Reis sau đó giữ chức tổng trấn của Tripoli, trong thời gian cai trị của mình, ông đã cho trang hoàng và xây dựng thành phố, làm cho nó trở thành một trong những thành phố ấn tượng nhất dọc theo bờ biển Bắc Phi. Turgut được chôn cất tại Tripoli sau khi ông chết năm 1565. Cơ thể của ông được đem về từ Malta, nơi ông đã chiến đấu cho đế chế Ottoman để bao vây hòn đảo, ông có ngôi mộ trong một nhà thờ Hồi giáo, nơi ông đã thành lập gần cung điện của mình tại Tripoli. Cung điện đã biến mất (được cho là nằm giữa "nhà tù Ottoman" và khung vòm Marcus Aurelius), nhưng nhà thờ Hồi giáo, cùng với ngôi mộ của ông, vẫn còn tồn tại cho đến ngày nay và nằm gần cổng Bab Al-Bahr.
Sau khi bị người Thổ Ottoman xâm chiếm, Tripoli một lần nữa đã trở thành một căn cứ của hải tặc Barbary. Một trong nhiều nỗ lực của phương Tây nhằm chống lại chúng là cuộc tấn công của Hải quân Hoàng gia dưới sự chỉ huy của John Narborough năm 1675, trong đó có một nhân chứng đã sống sót. Việc Ottoman cai trị trong thời gian này (1551-1711) thường bị cản trở bởi các đội quân địa phương Janissary. Có chức năng là cơ quan thực thi quyền lực chính quyền tại địa phương, đại tá Janissaries và bạn bè của ông thường thường được coi là những người cai trị Tripoli trên thực tế.
Năm 1711 Karamanli Ahmed, một viên chức Janissary có nguồn gốc Thổ đã giết chết tổng đốc Ottoman, "Pasha", và tôn mình làm người cai trị của khu vực Tripolitania. Đến năm 1714, ông đã tuyên bố bán độc lập từ Vương quốc Hồi giáo Ottoman, báo trước sự ra đời của triều đại Karamanli. Các Pasha của Tripoli được cho là đã nộp thuế đầy đủ cho Quốc vương Ottoman, nhưng trên các khía cạnh khác thì đây là một vương quốc độc lập. Việc tự trị này vẫn tiếp tục dưới sự cai trị của con cháu ông, cùng với đó là nạn hải tặc và tống tiền hoành hành ngang nhiên cho đến năm 1835, khi đế chế Ottoman đã lợi dụng một cuộc đấu tranh nội bộ và tái lập quyền lực của mình. Các cuộc nổi dậy vào các năm 1842 và 1844 đã không thành công. Sau khi Pháp xâm lược Tunisia, Ottoman đã gia tăng đáng kể quân đồn trú tại Tripoli.

### Thời kỳ thuộc địa của Ý
Ý từ lâu đã tuyên bố rằng Tripoli nằm dưới vùng ảnh hướng của họ và vì vậy Ý có quyền giữ gìn trật tự trong phạm vi đất nước. Với lý do bảo vệ các công dân của mình sinh sống tại Tripoli khỏi đế chế Ottoman, một cuộc chiến tranh đã nố ra vào ngày 19 tháng 12 năm 1911 và được gọi là cuộc chiến Ý-Thổ, Ý sau đó đã công khai ý định muốn sáp nhập Tripoli. Vào ngày 1 tháng 10 năm 1911, một trận hải chiến nổ ra tại Prevesa, Hy Lạp, và kết quả là ba tàu của Ottoman bị phá hủy.
Theo Hiệp định Lausanne, chủ quyền của Ý được Ottoman công nhận, mặc dù vậy Caliph được phép thực hiện các thẩm quyền về mặt tôn giáo. Ý đã chính thức công nhận quyền tự trị sau chiến tranh, nhưng sau đó dần xâm chiếm khu vực. Trong giai đoạn đầu, toàn Libya được quản lý như một thuộc địa, Tripoli và các tỉnh xung quanh sau đó trở thành một thuộc địa riêng biệt từ ngày 26 tháng 6 năm 1927 đến ngày 3 tháng 12 năm 1934, sau đó tất cả các thuộc địa của Ý tại Bắc Phi tái thống nhất thành một thuộc địa. Năm 1938 Tripoli có tổng số dân là 108.240 người, trong đó có 39.096 người Ý.
Tripoli chịu sự kiểm soát của Ý cho đến năm 1943 khi các tỉnh của Tripolitania và Cyrenaica bị lực lượng Đồng minh chiếm và sau đó nằm dưới quyền kiểm soát của Anh Quốc. Thành phố chịu sự kiểm soát của người Anh cho đến năm 1951, khi Libya được độc lập. Theo các điều khoản của hiệp định hòa bình ký kết giữa Ý và Đồng minh năm 1947, Ý từ bỏ tất cả chủ quyền tại Libya.

### Thời kỳ hiện nay
Vào ngày 15 tháng 4 năm 1986, Tổng thống Hoa Kỳ Ronald Reagan đã ra lệnh thực hiện một vụ ném bom bất ngờ, mang tên Chiến dịch Hẻm núi El Dorado, mục tiêu là Tripoli và Benghazi. Vụ tấn công đã làm thiệt mạng 45 binh sĩ Libya và các viên chức chính quyền cùng 15 dân thường. Vụ không kích được thực hiện sau khi hệ thống nghe lén của Hoa Kỳ bắt sóng được một tin nhắn bằng telex từ đại sứ quán Libya tại Đông Berlin, nội dung trong đó cho thấy sự liên quan của nhà lãnh đạo Libya Muammar al-Gaddafi với một vụ nổ bom vào ngày 5 tháng 4 tại sàn nhảy La Belle tại Tây Berlin, một hộp đêm mà các quân nhân Hoa Kỳ thường lui tới. Trong số những nạn nhân của vụ không kích vào ngày 15 tháng 4 có một con gái nuôi của Gaddafi tên là Hannah.
Liên Hợp Quốc đã phê chuẩn việc nới lỏng lệnh trừng phạt vào năm 2003, qua đó đã tăng số lượng các phương tiện đi qua Cảng Tripoli và rõ ràng đã giúp phát triển nền kinh tế thành phố.

## Địa lý

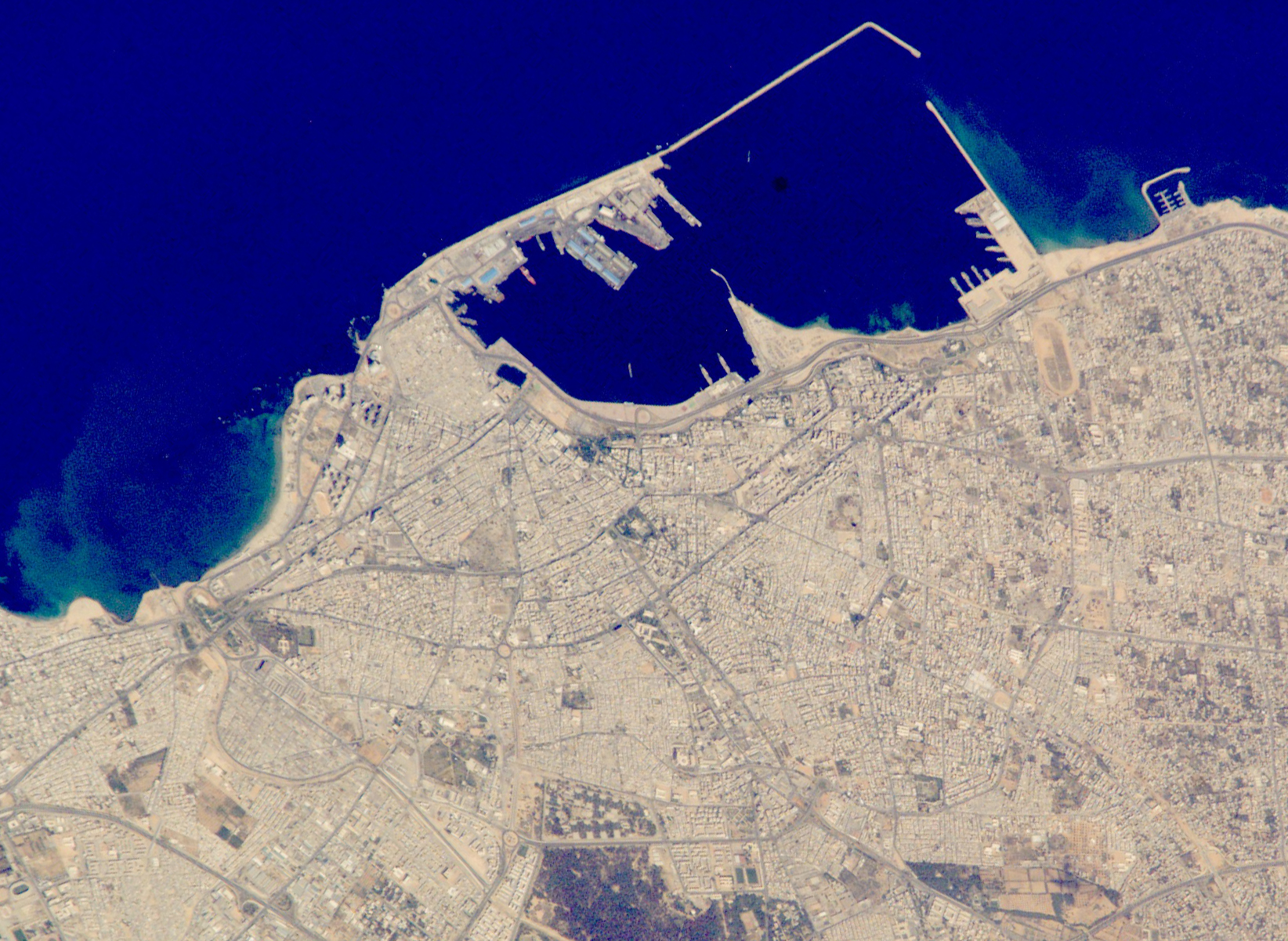
Ảnh vệ tinh khu vực trung tâm Tripoli

Tripoli nằm ở miền tây của Libya và gần biên giới với Tunisia. Thành phố cách đô thị lớn thứ hai đất nước là Benghazi tới hàng nghìn kilômét. Địa hình Tripoli bao gồm các ốc đảo ven biển xen kẽ với các đụn cát cũng như các phá ven biển dọc theo bờ biển Tripolitania.
Cho đến năm 2007, "Sha'biyah" bao gồm cả thành phố, các vùng ngoại ô và các vùng phụ cận. Trong hệ thống hành chính cũ hơn trong lịch sử, tồn tại một tỉnh ("muhafazah"), nhà nước ("wilayah") hay thành bang với diện tích lớn hơn rất nhiều mặc dù ranh giới không ổn định.
La một sha'biyah, Tripoli có ranh giới với các sha'biyat:
- Al Murgub – đông
- Al Jabal al Gharbi – nam
- Al Jfara – tây nam
- Az Zawiyah – tây

## Khí hậu
Loại hình khí hậu chiếm ưu thế tại Tripoli, một thành phố có độ cao thấp nằm ở ven biển, là khí hậu Địa Trung Hải. Mùa hè tại Tripoli nóng với nhiệt độ thường trên 38C (100F) còn mùa đông khá êm dịu, nhiệt độ trung bình vào tháng 7 là từ 22 °C (72 °F) đến 33 °C (91 °F). Vào tháng 12, nhiệt độ từng xuống thấp tới 1 °C (34 °F), nhưng nhiệt độ trung bình giữa ở mức 9 °C (48 °F) và 18 °C (64 °F). Lượng mưa hàng năm là dưới 400 milimét (15,7 in), và có thể rất thất thường.
Đáng chú ý, trận lụt lịch sử đã diễn ra năm 1945 tại Tripoli trong vài ngày, nhưng hai năm sau đó là hạn hán chưa có tiền lệ và đã khiến hàng nghìn gia súc đã bị chết. Sự thiếu hụt lượng mưa phản ánh qua việc không có một dòng sông hay suối cố định nào tại Tripoli cũng như trên toàn đất nước. Việc phân phối nước được coi là rất quan trọng để đảm bảo cuộc sống của thành phố. Việc sử dụng nước lãng phí có thể bị phạt nặng hay thậm chí là tống giam.
Dự án sông Đại Manmade, một mạng lưới các đường ống vận chuyển nước từ các vùng sa mạc tới các đô thị ven biển đã đảm bảo nguồn cung cấp nước cho Tripoli. Dự án khổng lồ này được Gaddafi tiến hành từ năm 1982 và đã tác động đáng kể đến cư dân của thành phố.
Tripoli có một số không gian công cộng xen kẽ trong thành phố, nhưng chưa đủ lớn để gọi đó là công viên. Quảng trường Xanh nằm gần đài phun nước có rải rác một số cây cọ, cây trồng nhiều nhất tại thành phố. Vườn thú Tripoli, nằm ở phía nam của trung tâm thành phố, là một khu cây trồng lớn, là khoảng không gian xanh mở và vườn thú lớn nhất nước.
| Dữ liệu khí hậu của Tripoli (1961–1990)                | Dữ liệu khí hậu của Tripoli (1961–1990) | Dữ liệu khí hậu của Tripoli (1961–1990) | Dữ liệu khí hậu của Tripoli (1961–1990) | Dữ liệu khí hậu của Tripoli (1961–1990) | Dữ liệu khí hậu của Tripoli (1961–1990) | Dữ liệu khí hậu của Tripoli (1961–1990) | Dữ liệu khí hậu của Tripoli (1961–1990) | Dữ liệu khí hậu của Tripoli (1961–1990) | Dữ liệu khí hậu của Tripoli (1961–1990) | Dữ liệu khí hậu của Tripoli (1961–1990) | Dữ liệu khí hậu của Tripoli (1961–1990) | Dữ liệu khí hậu của Tripoli (1961–1990) | Dữ liệu khí hậu của Tripoli (1961–1990) |
| Tháng                                                  | 1                                       | 2                                       | 3                                       | 4                                       | 5                                       | 6                                       | 7                                       | 8                                       | 9                                       | 10                                      | 11                                      | 12                                      | Năm                                     |
| ------------------------------------------------------ | --------------------------------------- | --------------------------------------- | --------------------------------------- | --------------------------------------- | --------------------------------------- | --------------------------------------- | --------------------------------------- | --------------------------------------- | --------------------------------------- | --------------------------------------- | --------------------------------------- | --------------------------------------- | --------------------------------------- |
| Trung bình ngày tối đa °C (°F)                         | 17.9 (64.2)                             | 19.1 (66.4)                             | 20.7 (69.3)                             | 23.7 (74.7)                             | 27.1 (80.8)                             | 30.4 (86.7)                             | 31.7 (89.1)                             | 32.6 (90.7)                             | 31.0 (87.8)                             | 27.7 (81.9)                             | 23.3 (73.9)                             | 19.3 (66.7)                             | 25.4 (77.7)                             |
| Tối thiểu trung bình ngày °C (°F)                      | 8.9 (48.0)                              | 9.5 (49.1)                              | 11.2 (52.2)                             | 13.7 (56.7)                             | 16.7 (62.1)                             | 20.1 (68.2)                             | 21.7 (71.1)                             | 22.7 (72.9)                             | 21.4 (70.5)                             | 18.0 (64.4)                             | 13.4 (56.1)                             | 9.9 (49.8)                              | 15.6 (60.1)                             |
| Lượng Giáng thủy trung bình mm (inches)                | 62.1 (2.44)                             | 32.2 (1.27)                             | 29.6 (1.17)                             | 14.3 (0.56)                             | 4.6 (0.18)                              | 1.3 (0.05)                              | 0.7 (0.03)                              | 0.1 (0.00)                              | 16.7 (0.66)                             | 46.6 (1.83)                             | 58.2 (2.29)                             | 67.5 (2.66)                             | 333.9 (13.14)                           |
| Số ngày giáng thủy trung bình (≥ 0.1 mm)               | 9.4                                     | 6.4                                     | 5.8                                     | 3.3                                     | 1.5                                     | 0.6                                     | 0.2                                     | 0.0                                     | 2.3                                     | 6.8                                     | 6.9                                     | 9.1                                     | 52.3                                    |
| Độ ẩm tương đối trung bình (%)                         | 66                                      | 62                                      | 56                                      | 54                                      | 51                                      | 41                                      | 52                                      | 54                                      | 56                                      | 63                                      | 65                                      | 69                                      | 57                                      |
| Số giờ nắng trung bình tháng                           | 206                                     | 214                                     | 237                                     | 250                                     | 315                                     | 312                                     | 376                                     | 352                                     | 271                                     | 244                                     | 212                                     | 198                                     | 3.187                                   |
| Nguồn 1: Tổ chức Khí tượng Thế giới                    |                                         |                                         |                                         |                                         |                                         |                                         |                                         |                                         |                                         |                                         |                                         |                                         |                                         |
| Nguồn 2: Danish Meteorological Institute (nắng, độ ẩm) |                                         |                                         |                                         |                                         |                                         |                                         |                                         |                                         |                                         |                                         |                                         |                                         |                                         |

## Hình ảnh

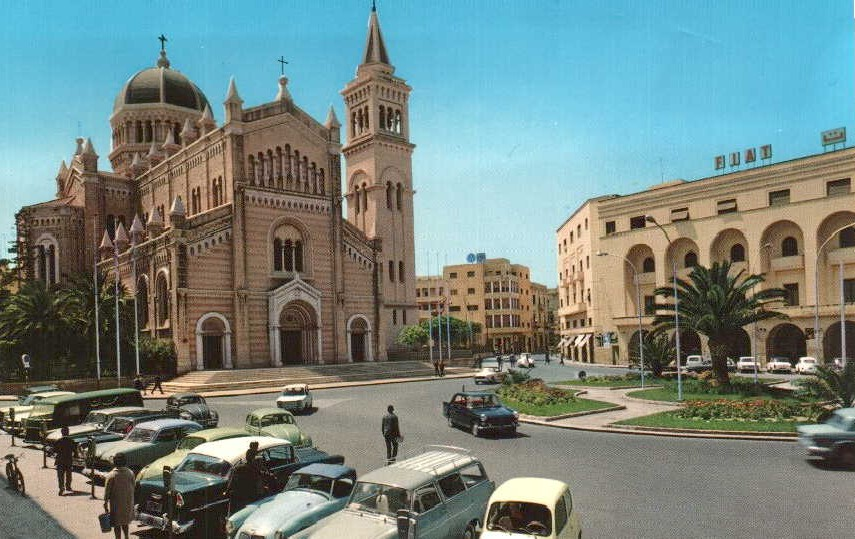
Nhà thờ Lớn Tripoli vào thập niên 1960
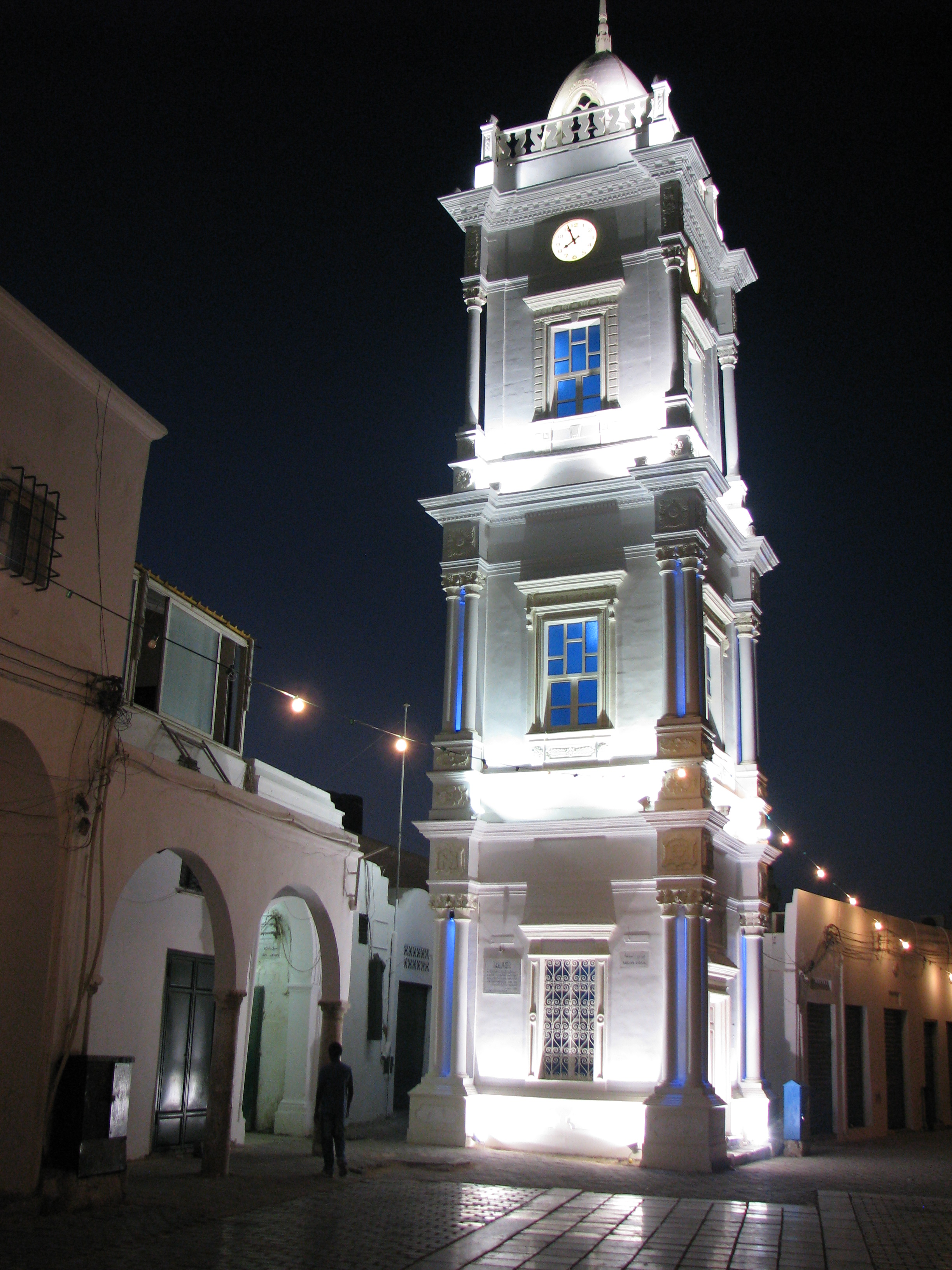
Tháp đồng hồ Ottoman
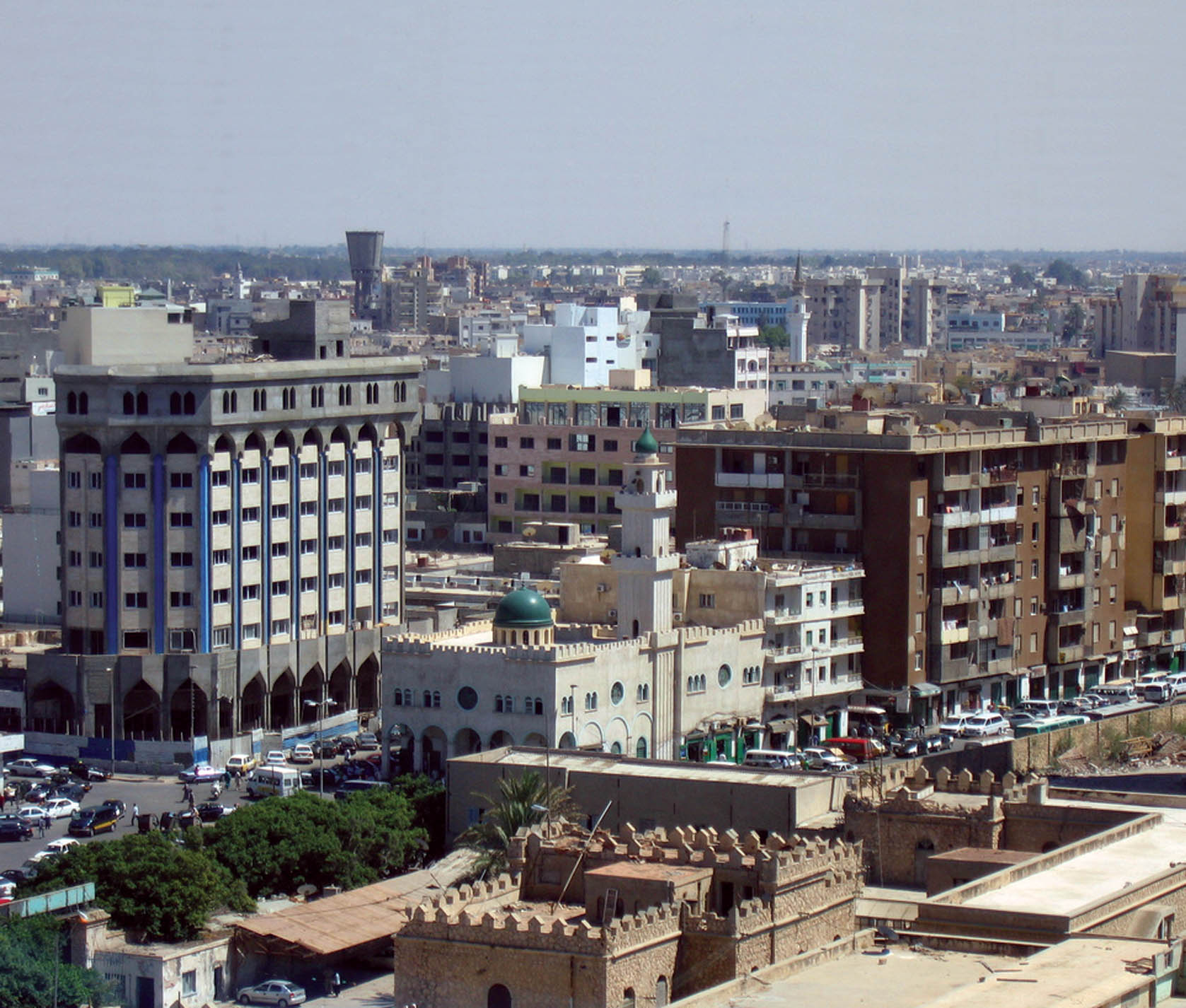
Quanh cảnh Tripoli
Quận Thương mại Tripoli
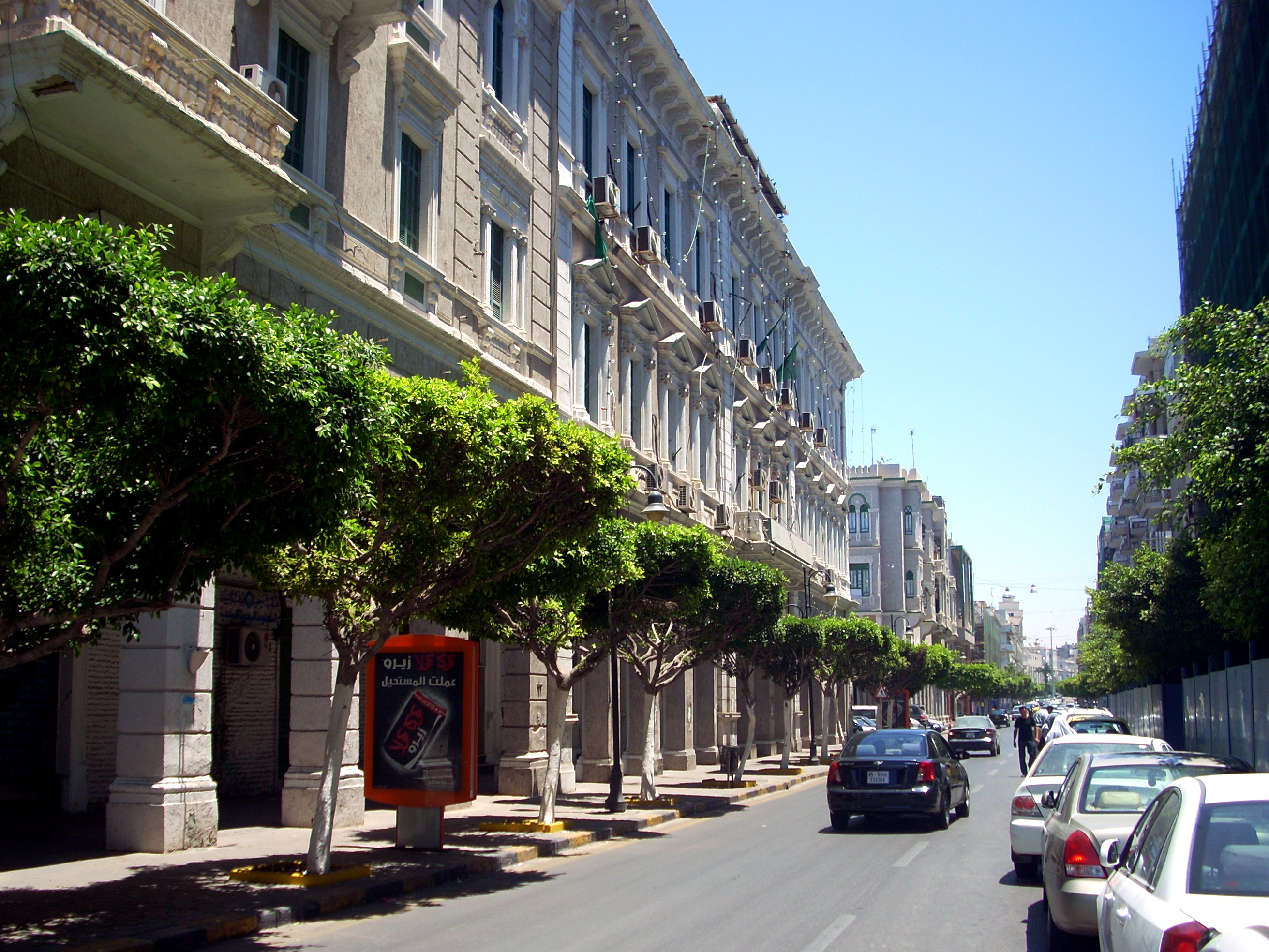
Đường phố Tripoli
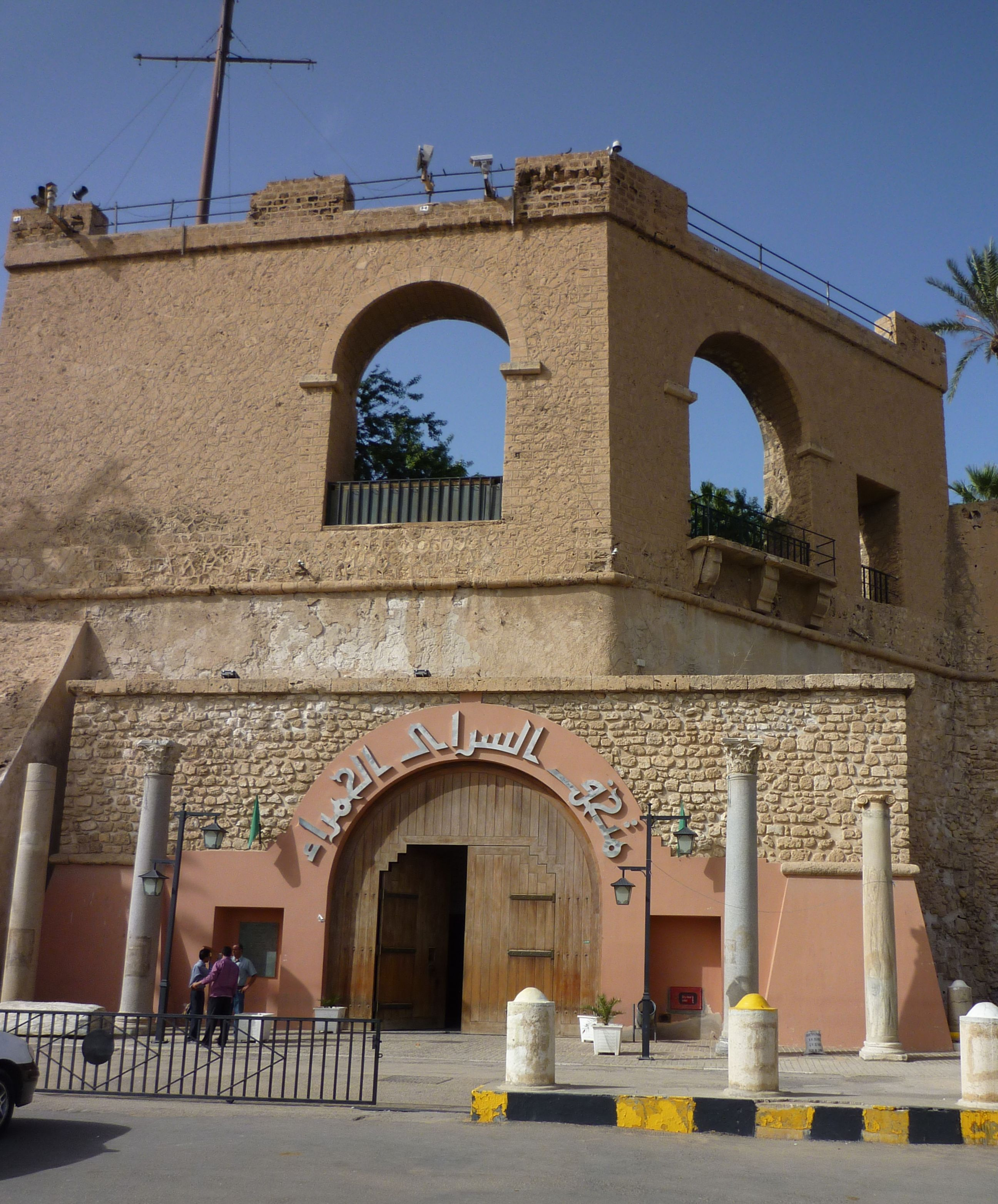
Bảo tàng Quốc gia Tripoli
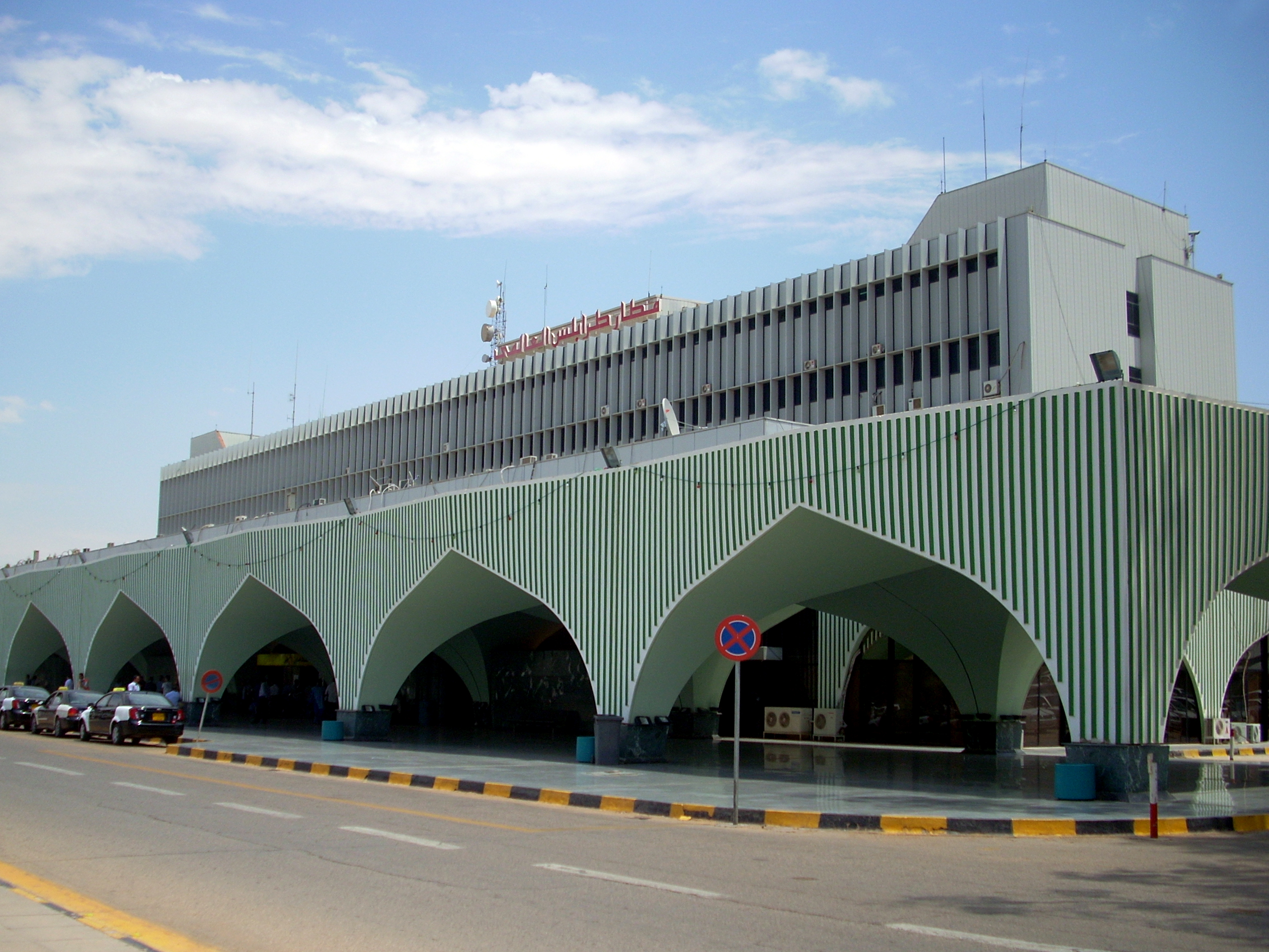
Sân bay quốc tế Tripoli